# Flanders’ DRIVE
Flanders’ DRIVE was tot 2014 een Vlaamse organisatie om de ondersteuning van voertuigenproducenten met kennis door het Flanders’ DRIVE Network en infrastructuur voor de auto-industrie te voorzien door het Flanders’ DRIVE Engineering Centre. De rechtsvorm was een vereniging zonder winstoogmerk (vzw).
In 2014 is de organisatie opgegaan in het Strategisch Onderzoekscentrum (SOC) Maakindustrie dat vervolgens werd hernoemd tot Flanders Make.